# A864-es autópálya (Németország)
Az A864-es autópálya (németül: Bundesautobahn 864) egy autópálya Németországban. Hossza 6 km.